# Zadok Yohanna
Zadok Yohanna, född 29 juni 2007 i Nigeria, är en nigeriansk fotbollsspelare som spelar för AIK i Allsvenskan.

## Klubblagskarriär

### AIK
Yohanna värvades den 29 juni 2025 av AIK, där han skrev på ett kontrakt till och med den 31 december 2029.